# 州门司镇
州门司镇为湖南省资兴市所辖镇。2012年4月，彭市乡、州门司镇成建制合并，自撤销的烟坪乡成建制划入烟坪（含烟坪社区）、顶辽、大坪、燕窝、双江、坳头、杨公塘7个行政村。州门司镇辖26个行政村、2个社区，总面积189.98平方公里，总人口2.04万人，镇政府驻州门司。

## 行政区划
2012年4月自烟坪乡并入7个行政村以前的州门司镇下辖州门司社区、春牛村、白日坑村、大有村、黄旗洞村、下江村、建设村、白筱村、新洞村、州门司村、刘家村共计1社区和10行政村；并入前的彭市乡下辖彭市社区、丹坳村、塘家湾村、三宝村、南坪村、联富村、坝头村、杨头村、水南村、长富村共计1社区和9行政村。